# Волинь (футбольний клуб)
«Воли́нь» — український футбольний клуб з Луцька. Створений 1960 року.
Команда 16 сезонів виступала у вищій (прем'єр) лізі українського чемпіонату (найвище досягнення — шосте місце), тричі виходила до півфіналу Кубка України (2002/2003, 2009/2010, 2011/2012). За команду виступали такі гравці, як Олег Лужний, Роман Максимюк, Євген Хачеріді, Марко Девич, Василь Сачко, Папа Гує, Майкон, Майкл Алозі.
Матчі команда проводить на стадіоні «Авангард» (12 080 місць).

## Історія

### Перші футбольні команди Луцька
Перші футбольні команди в Луцьку виникли ще за Польщі. Як при Польщі так і пізніше при СРСР це були команди «силових» установ. У 1931 році був створений «Поліційний клуб спортовий» (ПКС). ПКС був чемпіоном Волинського ОЗПН у 1934, 1935, 1938 і 1939 роках. Команда припинила існування з початком війни. Вже тоді зароджувалося протистояння між кращими командами Луцька (ПКС) і Рівного (Галлерчик, військовий клуб).
У 1940 році була створена футбольна команда НКВС «Динамо» (відроджена в 1944 році, розформована в 1956 році), яка захищала честь міста в республіканських змаганнях у післявоєнні роки (1946–1956). У 1957–1959 роках Луцьк представляла команда гарнізонного будинку офіцерів (ГБО), яка у 1959 році (щоправда, під назвою «команда міста Луцька») виборола сьоме місце у першості УРСР серед колективів фізкультури. Можливо, саме це стало причиною того, що вже наступного року Луцьк дебютував у класі «Б» першості СРСР.

### Клас Б
У 1960 році у зв'язку з розширенням класу «Б», місту Луцьку було надано місце серед команд-майстрів. Оскільки команда ГБО підпорядковувалася армії, то було вирішено створити нову команду на базі ДСТ «Авангард». Спочатку вона була заявлена як «Авангард», але вже перед самим стартом турніру, 3 квітня, назву було змінено на «Волинь».

Перший матч волиняни провели 10 квітня 1960 року в Кіровограді проти місцевої «Зірки». У тому матчі команда здобула першу перемогу (3:1), а Володимир Бойченко забив перший м'яч команди (у тому матчі він оформив хет-трик). Перший домашній матч команда зіграла 2 травня проти миколаївського «Суднобудівника» (0:0), а першу домашню перемогу «Волинь» здобула 7 травня в матчі проти чернівецького «Авангарду» (2:1), перший домашній гол забив Віктор П'ясецький. Першим тренером команди був Борис Нємец.

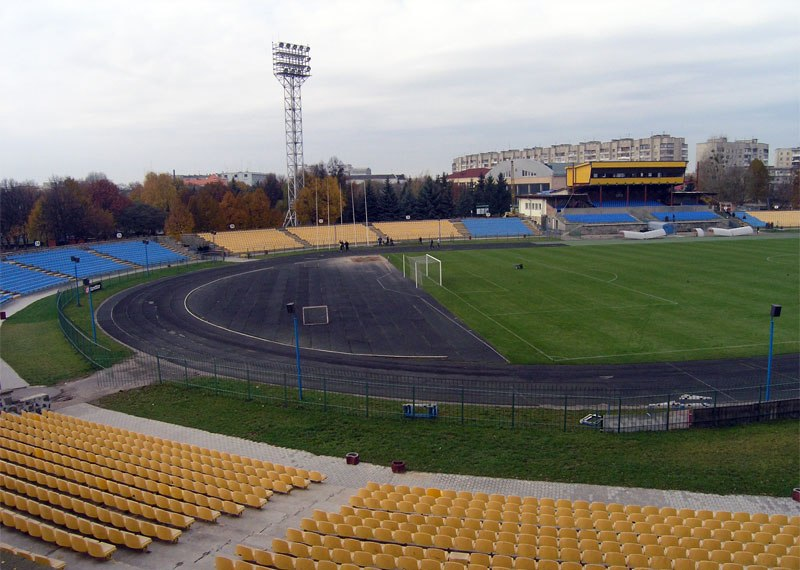
Стадіон «Авангард»

Загалом дебютний сезон команда провела невдало, посівши тринадцяте місце з 17 команд, хоча протягом чемпіонату постійно перебувала в десятці найкращих. Наступні два роки стали провальними для «Волині» — двічі поспіль лучани фінішували на останньому місці. У 1963 році «Волинь» піднялася на 17-е місце з 20 команд. Але в перехідних матчах того сезону з чемпіоном області поступилася володимир-волинському «Зеніту» 0:1 і 3:3. Та все ж, обласне керівництво вирішило залишити у класі «Б» саме «Волинь».
Надалі результати команди покращилися, але з року в рік її переслідувала нестабільність. У сезонах 1964 і 1966 років команда демонструвала яскраву гру в першому колі, однак через серію поразок і нічиїх у другому колі опинялася за межами першої десятки. У 1968 році клуб було передано під опіку нового «спонсора» — Машзаводу (згодом — Луцький автомобільний завод) і перейменовано на «Торпедо».
Останній сезон у класі «Б» став найкращим для команди. На зимових зборах у Закарпатті «Торпедо» виграло Кубок Федерації футболу УРСР «Підсніжник». А в чемпіонаті 1970 року команда досить впевнено провела зональні змагання і посіла друге місце в другій зоні УРСР. На жаль, на фінальний турнір сил не вистачило і волиняни опустилися на восьму сходинку в таблиці.
Загалом у класі «Б» команда провела 11 сезонів, зігравши 418 матчів, в яких здобула 105 перемог, 130 нічиїх, 183 поразки; різниця м'ячів 348−512=−164. Найвище досягнення — друге місце у зоні та восьме у фінальному турнірі 1970 року.

### СК «Луцьк»
У сезоні 1971 року відбулася реорганізація радянського футболу. «Торпедо» дебютувало в українській зоні другої ліги і, посівши передостаннє місце, втратило статус команди майстрів. Останнє місце посіла ровенська «Горинь». За регламентом обидві команди мали залишити другу лігу, але Федерація футболу УРСР, зважаючи на втрату команд майстрів у двох суміжних областях Західної України, ухвалила рішення залишити команди обох міст у другій лізі за умови зміни їхнього спортивного підпорядкування. Однак, це рішення було ухвалене вже наприкінці січня 1972 року, коли «Торпедо» було розформоване і більшість гравців роз'їхалися по інших містах. У цей час до Луцька надійшла пропозиція від командування Прикарпатського військового округу, команда якого — СКА (Львів) — також вибула з другої ліги. Тому з 1972 року команда Луцька перейшла у відання ПрикВО і її було перейменовано на СК «Луцьк». Армійці грали у Луцьку п'ять років і за цей час одного разу навіть здобули «бронзу» в українській зоні та «Рубіновий кубок» — приз найрезультативнішому колективу другої ліги УРСР (1975 рік).

### Відродження «Торпедо»
Але вже в 1977 році керівництво Прикарпатського військового округу вирішило перебазувати команду до Львова (відповідно і всі гравці переїхали туди). Тому в лютому 1977 року зібрали нову команду «Торпедо», яка в чемпіонаті зайняла місце СК «Луцьк», і передали її на баланс автозаводу. Наступні три сезони команда посідала місця внизу турнірної таблиці. У 1981 році тренеру В'ячеславу Пєршину вдалося підняти команду на восьме місце за підсумками сезону. У наступні роки «Торпедо» посідало місця в середині турнірної таблиці.
У 1986 році під керівництвом Мирона Маркевича команда була серед претендентів на бронзу, однак поступившись в останньому турі навиїзді київському СКА з рахунком 0:2, посіла п'яте місце. Цього ж року «Торпедо» отримало приз для команд другої ліги «Знак якості» (присуджувався команді, що підготувала найбільше гравців для команд першої та вищої ліг і зібрала найбільше глядачів). Наступного року волиняни пробилися до 1/16 фіналу Кубка СРСР, де поступилися московському ЦСКА 0:1 і 0:0. Однак невдалі виступи команди в чемпіонаті призвели до відставки Мирона Маркевича, на зміну йому прийшов Віталій Кварцяний. Відвідуваність стадіону в цей час була вкрай низькою, винятком були хіба що матчі проти рівненської команди, які можна сміливо назвати «волинським дербі».

### «Волинь»— чемпіон української зони другої ліги
30 січня 1989 року на зборах громадських організацій міста було створено футбольний клуб «Волинь», який одним з перших в Україні перейшов на госпрозрахунок. Результати не забарилися — того ж року у виснажливому турнірному марафоні (команда провела 52 матчі) у гострій боротьбі з чернівецькою «Буковиною» лучани під керівництвом Віталія Кварцяного посіли перше місце в зоні (команда здобула 32 перемоги при 6 поразках), виборовши звання чемпіонів України. Володимир Дикий установив рекорд клубу, забивши за сезон 22 голи. На жаль, почин не був підтриманий у перехідному турнірі за вихід до першої ліги СРСР. Федерація футболу СРСР спочатку заборонила дозаявляти гравців на перехідні матчі, але перед самим їх початком скасувала постанову, не попередивши «Волинь». Оскільки в команді було багато травмованих гравців, на поле довелося виходити як польовому гравцю воротареві Михайлові Бурчу. У підсумку команда посіла друге місце.
Золоті медалі чемпіонів України 1989 року отримали:
- воротарі — Раймонд Лайзанс, Михайло Бурч;
- захисники — Володимир Антонюк, Олег Федюков, Іван Польний, Геннадій Шухман, Роман Крищишин;
- півзахисники — Анатолій Раденко, Микола Слука, Андрій Федецький, Сергій Ковальов, Володимир Гащин, Володимир Мартинюк;
- нападники — Арманд Зейберліньш, Володимир Дикий, Павло Філонюк, Володимир Мозолюк;
- начальник команди — Анатолій Барабасевич;
- головний тренер — Віталій Кварцяний;
- тренер — Олексій Єщенко.

Після чемпіонського сезону настав певний спад: у 1990 році команда посіла сімнадцяте місце, а в 1991 — восьме у «буферній» західній зоні другої ліги. Це дало змогу ввійти до першого національного чемпіонату України як вищоліговій команді. Останній матч у чемпіонаті СРСР команда провела вдома 7 листопада 1991 року проти брестського «Динамо». Матч закінчився нульовою нічиєю.

### Вища ліга
Навесні 1992 року незалежна Україна проводила свій дебютний чемпіонат. «Волинь», яку тренував Мирон Маркевич, грала у другій підгрупі вищої ліги, де посіла п'яте місце з десяти команд (хоча якийсь час навіть лідирувала). Перший матч чемпіонату України команда провела в Івано-Франківську проти місцевого «Прикарпаття» (0:0), а перший гол забив Ігор Плотко у наступній грі з «Буковиною» (1:2). 3 червня того ж року домашній матч проти київського «Динамо» зібрав на «Авангарді» рекордні 20 тисяч глядачів.
Улітку головний тренер «Волині» Мирон Маркевич без попередження залишив команду і вирушив до Львова, взявши з собою двох ключових гравців — Плотка й Топчієва. Фінансові і організаційні проблеми, які почалися в той час у більшості клубів України торкнулися і луцької команди. Тренером команди став Роман Покора. Протягом чемпіонатів 1993/1994 і 1994/1995 років команда двічі посідала одинадцяте місце в таблиці та двічі доходила до чвертьфіналу Кубка України. Після низки невдалих ігор на початку чемпіонату 1994/1995 років Роман Покора змушений був піти з клубу, на його місце прийшов Віталій Кварцяний, якому вдалося зберегти команду у вищій лізі. Однак у наступному чемпіонаті на початку другого кола керівництво Волинської ОДА звільнило Кварцяного і призначило на посаду головного тренера Юрія Дячука-Ставицького. Але йому не вдалося зберегти команду у вищій лізі, «Волинь» посіла 17-е місце з 18 команд.

### Перша ліга
Наступного сезону команду в першій лізі очолив Анатолій Раденко. Склад команди був оновлений на 90 %, з'явилося багато молодих гравців і команда після першого кола посіла друге місце. Але у клубі загострилася фінансова криза, довелося продавати ключових гравців. У результаті в сезоні 1996/1997 років команда посіла 4-е місце. Наступного сезону після 4-х турів команду залишив Анатолій Раденко, а щоб вийти з фінансової кризи, команді довелося продати Володимира Гапона і Анатолія Тимощука. У сезоні 1998/1999 тільки перемога в останньому турі над донецьким «Шахтарем-2» (луцька команда перемогла 5:2, по ходу матчу програючи 0:2) дозволила команді не вилетіти до другої ліги — «Волинь» (тренер — Юрій Шулятицький) набрала стільки ж очок, скільки й «Поділля», яке й опустилося нижче. Олексій Єщенко, який став біля керма команди, дещо стабілізував гру, але фінансове становище клубу не покращив. У сезоні 2000/2001 від складу попереднього сезону залишився один Олег Федюков. Після першого кола команда посідала 15-е місце, яке відправляло команду до другої ліги.
Наприкінці 2000 року президентом і головним тренером «Волині» став уже знайомий уболівальникам Віталій Кварцяний. Клуб змінив назву на СК «Волинь-1», з'явилися спонсори, повернулася обличчям до команди й міська та обласна влада. Перед колективом були поставлені нові завдання і друге коло чемпіонату 2000/2001 років клуб завершив на дев'ятому місці. В останньому турі команда розгромила київський ЦСКА-2 — 7:0. Ця перемога досі залишається найбільшою перемогою «Волині» в чемпіонатах. У цей час реконструювали стадіон, до команди прийшли нові футболісти та повернулися вихованці клубу. Перед початком сезону луцький клуб вважався одним із фаворитів у першій лізі. Усі домашні матчі в тому чемпіонаті команда виграла, а з 20 вересня 2001 по 8 квітня 2002 року команда здобула 13 перемог поспіль. За сім турів до кінця чемпіонату волиняни забезпечили собі місце у вищій лізі, а за три — достроково стали чемпіонами першої ліги. Нападник «Волині» Василь Сачко з 17 голами став найкращим бомбардиром ліги.
Золоті медалі чемпіонів першої ліги 2001/2002 років отримали:
- воротарі — Юрій Нікітенко, Роман Нестеренко;
- захисники — Олег Федюков, Юрій Кондаков, Віталій Розгон, Любомир Гальчук, Ярослав Комзюк;
- півзахисники — Володимир Гащин, Юрій Дудник, Сергій Гончаренко, Андрій Пісний, Володимир Гапон, Дмитро Топчієв, Олександр Агарін;
- нападники — Василь Сачко, Сергій Кривий, Олександр Гребеножко, Володимир Луценко, Віктор Мацюк, Сергій Гордун, Вадим Солодкий, Олександр Столярчук;
- президент клубу — Василь Столяр;
- головний тренер — Віталій Кварцяний;
- тренер — Петро Кушлик.

### Повернення до еліти
Повернення «Волині» до еліти вразило — команда посіла шосте місце в турнірній таблиці чемпіонату і пробилася до півфіналу кубка України. По ходу чемпіонату «Волинь» двічі обіграла донецький «Шахтар» (2:0 і 3:1) і вдома перемогла київське «Динамо» (1:0). Однак у наступні роки команда боролася за виживання у вищій лізі. У чемпіонаті 2003/2004 років клуб у перших восьми матчах не здобув жодної перемоги, однак у другому колі йому вдалося зберегти прописку у вищій лізі. Наступного сезону «Волинь» посіла восьме місце, хоча протягом чемпіонату довго трималася в четвірці найкращих. Перше коло чемпіонату 2005/2006 років команда завершила на третьому місці, однак через фінансову нестабільність із клубу пішли багато гравців «основи» і команда посіла передостаннє, п'ятнадцяте, місце у вищій лізі, а також опустилась до першої ліги.

### Знову перша ліга
У наступному чемпіонаті перед командою ставилися задачі повернення до вищої ліги, однак вона посіла лише 12-е місце, а чемпіонат 2007/2008 років волиняни завершили дев'ятими.

### Вихід до Прем'єр-ліги України
У сезоні 2009/10 клуб посів друге місце в першій лізі та виборов путівку до Прем'єр-ліги. «Волинь» вдало розпочала чемпіонат 2010/11, посівши 6-е місце за підсумками осінньої частини сезону, але через серію невдалих ігор навесні в підсумку посіла 11-у позицію. Улітку 2011 року клуб знайшов нового інвестора — 50 % акцій ТОВ «ФК „Волинь“» придбав народний депутат України Ігор Палиця. В сезоні 2011/12 «Волинь» увійшла в ТОП-10 найдорожчих клубів України за версію Forbes, посівши 10-е місце (9,2 млн $, з бюджетом у 8 млн $). З 2012 року технічним спонсором стала компанія Adidas.

### Протистояння
Традиційним і найпринциповішим суперником «Волині» є рівненський «Верес». Однак, тривала відсутність матчів між цими клубами призвела до трансформації у молодого покоління уболівальників розуміння принципового суперника, у ролі якого виступили «Карпати» Львів. З іншого боку, довготривалих та історичних традицій такого протистояння, як надпринципового — немає. У середовищі уболівальників протистояння носить назву Галицько-Волинське дербі.

## Турніри

### Чемпіонати СРСР
| Рік     | Клас, ліга, зона                | І    | В   | Н   | П   | РМ        | О    | Місце   |
| ------- | ------------------------------- | ---- | --- | --- | --- | --------- | ---- | ------- |
| 1960    | Клас Б, 1 зона УРСР             | 32   | 8   | 9   | 15  | 33−48     | 25   | 13 з 17 |
| 1961    | Клас Б, 1 зона УРСР             | 34   | 5   | 8   | 21  | 33−57     | 18   | 18 з 18 |
| 1962    | Клас Б, 2 зона УРСР             | 24   | 5   | 5   | 14  | 22−40     | 15   | 13 з 13 |
| 1962    | Клас Б, УРСР, 29-39 місця       | 10   | 2   | 3   | 5   | 9−18      | 7    | 38 з 39 |
| 1963    | Клас Б, 1 зона УРСР             | 38   | 8   | 10  | 20  | 24−61     | 26   | 17 з 20 |
| 1963    | Клас Б, УРСР, стикові матчі     | 2    | 0   | 1   | 1   | 0−3       | 1    | 34 з 40 |
| 1964    | Клас Б, 1 зона УРСР             | 30   | 7   | 10  | 13  | 23−34     | 24   | 13 з 16 |
| 1964    | Клас Б, УРСР, 31-36 місця       | 10   | 1   | 6   | 3   | 6−10      | 8    | 36 з 41 |
| 1965    | Клас Б, 2 зона УРСР             | 30   | 6   | 12  | 12  | 26−35     | 24   | 12 з 16 |
| 1965    | Клас Б, УРСР, 25-30 місця       | 10   | 3   | 1   | 6   | 14−17     | 7    | 30 з 45 |
| 1966    | Клас Б, 1 зона УРСР             | 38   | 14  | 10  | 14  | 39−38     | 38   | 12 з 20 |
| 1966    | Клас Б, УРСР, стикові ігри      | 0    | 0   | 0   | 0   | 0−0       | 0    | 23 з 40 |
| 1967    | Клас Б, 1 зона УРСР             | 40   | 8   | 15  | 17  | 32−41     | 31   | 19 з 21 |
| 1968    | Клас Б, 1 зона УРСР             | 42   | 15  | 11  | 16  | 31−40     | 41   | 12 з 22 |
| 1969    | Клас Б, 1 зона УРСР             | 40   | 7   | 17  | 16  | 21−41     | 31   | 18 з 21 |
| 1970    | Клас Б, 2 зона УРСР             | 26   | 12  | 9   | 5   | 27−17     | 33   | 2 з 14  |
| 1970    | Клас Б, УРСР, 1-14 місця        | 14   | 3   | 5   | 6   | 6−15      | 11   | 8 з 27  |
| 1971    | Друга ліга, 1 зона              | 50   | 7   | 16  | 27  | 21−66     | 30   | 25 з 26 |
| 1977    | Друга ліга, 2 зона              | 44   | 12  | 8   | 24  | 35−70     | 32   | 19 з 23 |
| 1978    | Друга ліга, 2 зона              | 44   | 13  | 6   | 25  | 32−72     | 32   | 21 з 23 |
| 1979    | Друга ліга, 2 зона              | 46   | 10  | 16  | 20  | 42−69     | 36   | 20 з 24 |
| 1980    | Друга ліга, 5 зона              | 44   | 9   | 14  | 21  | 43−76     | 32   | 20 з 23 |
| 1981    | Друга ліга, 5 зона              | 44   | 20  | 8   | 16  | 56−35     | 48   | 8 з 23  |
| 1982    | Друга ліга, 6 зона              | 46   | 16  | 9   | 21  | 49−60     | 41   | 14 з 24 |
| 1983    | Друга ліга, 6 зона              | 50   | 20  | 9   | 21  | 66−71     | 49   | 11 з 26 |
| 1984    | Друга ліга, 6 зона, 1 група     | 24   | 11  | 5   | 8   | 20−20     | 27   | 6 з 13  |
| 1984    | Друга ліга, 6 зона, 1-12 місця  | 12   | 2   | 4   | 6   | 11−20     | 8    | 11 з 26 |
| 1985    | Друга ліга, 6 зона, 1 група     | 26   | 10  | 9   | 7   | 30−23     | 29   | 8 з 14  |
| 1985    | Друга ліга, 6 зона, 15-28 місця | 14   | 6   | 6   | 2   | 21−12     | 18   | 15 з 28 |
| 1986    | Друга ліга, 6 зона, 1 група     | 26   | 13  | 6   | 7   | 27−20     | 32   | 4 з 14  |
| 1986    | Друга ліга, 6 зона, 1-14 місця  | 14   | 6   | 3   | 5   | 23−19     | 15   | 5 з 28  |
| 1987    | Друга ліга, 6 зона              | 52   | 18  | 10  | 24  | 55−63     | 46   | 16 з 27 |
| 1988    | Друга ліга, 6 зона              | 50   | 21  | 13  | 16  | 60−64     | 55   | 8 з 26  |
| 1989    | Друга ліга, 6 зона              | 52   | 32  | 14  | 6   | 84−38     | 78   | 1 з 27  |
| 1989    | Друга ліга, фінал Б             | 4    | 0   | 3   | 1   | 2−5       | 3    | 2 з 3   |
| 1990    | Друга ліга, західна зона        | 42   | 14  | 7   | 21  | 42−61     | 35   | 17 з 22 |
| 1991    | Друга ліга, західна зона        | 42   | 19  | 7   | 16  | 46−33     | 45   | 8 з 22  |
| Всього: | 27 чемпіонатів                  | 1146 | 363 | 305 | 478 | 1111−1412 | 1031 |         |

| Ліга       | У  | І    | В   | Н   | П   | РМ        | О    |
| ---------- | -- | ---- | --- | --- | --- | --------- | ---- |
| Клас Б     | 11 | 420  | 104 | 132 | 184 | 346−515   | 340  |
| Друга ліга | 16 | 726  | 259 | 173 | 294 | 765−897   | 691  |
| Всього:    | 27 | 1146 | 363 | 305 | 478 | 1111−1412 | 1031 |

- Найбільша перемога: 6:0 («Фрунзенець», 31 липня 1983 року, Луцьк).
- Найбільша поразка: 0:7 («Шахтар» К, 18 вересня 1971 року, Кадіївка; СКА Л, 22 вересня 1978 року, Львів)

### Кубки СРСР
| Рік       | Етап          | І  | В | Н | П | РМ   | О |
| --------- | ------------- | -- | - | - | - | ---- | - |
| 1961      | 1/128 фіналу  | 1  | 0 | 0 | 1 | 1−3  | 0 |
| 1962      | 1/256 фіналу  | 1  | 0 | 0 | 1 | 0−2  | 0 |
| 1963      | 1/512 фіналу  | 1  | 0 | 0 | 1 | 0−1  | 0 |
| 1964      | 1/1024 фіналу | 1  | 0 | 0 | 1 | 0−2  | 0 |
| 1965      | 1/512 фіналу  | 1  | 0 | 0 | 1 | 0−1  | 0 |
| 1966/1967 | 1/2048 фіналу | 1  | 0 | 0 | 1 | 1−2  | 0 |
| 1967/1968 | 1/2048 фіналу | 1  | 0 | 1 | 0 | 0−0  | 1 |
| 1987/1988 | 1/16 фіналу   | 4  | 2 | 1 | 1 | 3−2  | 5 |
| 1990/1991 | 1/64 фіналу   | 1  | 0 | 0 | 1 | 1−2  | 0 |
| Всього    | 9 турнірів    | 12 | 2 | 2 | 8 | 6−15 | 6 |

Найбільші перемоги:
- 2:1 («Текстильник» Т, 6 червня 1987 року, Луцьк)
- 1:0 (СКА «Карпати», 25 червня 1987 року, Луцьк)

Найбільші поразки:
- 1:3 («Верховина», 11 червня 1961 року, Ужгород)
- 0:2 («Суднобудівник», 9 травня 1962 року, Миколаїв; «Авангард» Т, 25 квітня 1964 року, Тернопіль)

### Кубки УРСР
Волинь не брала участь ні у якому кубку УРСР, чи серед команд КФК, чи серед команд майстрів. У 1972—1976 роках в кубку УРСР брала участь команда Прикарпатського воєнного округу СК Луцьк, а до 1959 року Луцьк представляла команда гарнізонного будинку офіцерів (ГДО).

### Чемпіонати України
| Рік          | Ліга, зона, група | I   | В   | Н   | П   | РМ        | О    | Місце      | Головний тренер                                                        | Найкращий бомбардир                                          |
| ------------ | ----------------- | --- | --- | --- | --- | --------- | ---- | ---------- | ---------------------------------------------------------------------- | ------------------------------------------------------------ |
| 1992 (весна) | Вища ліга         | 18  | 8   | 2   | 8   | 24−21     | 18   | 9-10 із 20 | Мирон Маркевич                                                         | Михайло Бурч, Дмитро Топчієв (по 4 голи)                     |
| 1992/1993    | Вища ліга         | 30  | 10  | 6   | 14  | 37−54     | 26   | 11 із 16   | Роман Покора                                                           | Володимир Дикий (9)                                          |
| 1993/1994    | Вища ліга         | 34  | 10  | 12  | 12  | 27−30     | 32   | 11 із 18   | Роман Покора                                                           | Сергій Круковець, Володимир Мозолюк (по 6)                   |
| 1994/1995    | Вища ліга         | 34  | 11  | 3   | 20  | 29−58     | 36   | 15 із 18   | Роман Покора (8), Леонід Бакай (1), Віталій Кварцяний (25)             | Вадим Солодкий (7)                                           |
| 1995/1996    | Вища ліга         | 34  | 9   | 7   | 18  | 34−58     | 34   | 17 із 18   | Віталій Кварцяний (21), Олексій Єщенко (1), Юрій Дячук-Ставицький (11) | Володимир Мозолюк (12)                                       |
| 1996/1997    | Перша ліга        | 46  | 26  | 5   | 15  | 62−47     | 83   | 4 із 24    | Анатолій Раденко                                                       | Олег Панченко (9)                                            |
| 1997/1998    | Перша ліга        | 42  | 19  | 8   | 15  | 56−45     | 65   | 9 із 22    | Анатолій Раденко (2), Олексій Єщенко (19), Юрій Шулятицький (20)       | Сергій Драницький (14)                                       |
| 1998/1999    | Перша ліга        | 38  | 16  | 3   | 19  | 36−43     | 51   | 14 із 20   | Юрій Шулятицький (30), Олексій Єщенко (6)                              | В. Яцурак, С. Драницький, В. Кохановський, В. Мозолюк (по 4) |
| 1999/2000    | Перша ліга        | 34  | 13  | 9   | 12  | 42−41     | 48   | 10 із 18   | Олексій Єщенко                                                         | Сергій Барановський (9)                                      |
| 2000/2001    | Перша ліга        | 34  | 13  | 5   | 16  | 41−38     | 44   | 9 із 18    | Олексій Єщенко (17), Віталій Кварцяний (17)                            | Кахабер Дгебуадзе (7)                                        |
| 2001/2002    | Перша ліга        | 34  | 25  | 3   | 6   | 56−24     | 78   | 1 із 18    | Віталій Кварцяний                                                      | Василь Сачко (17)                                            |
| 2002/2003    | Вища ліга         | 30  | 12  | 5   | 13  | 37−44     | 41   | 6 із 16    | Віталій Кварцяний                                                      | Самір Алієв (9)                                              |
| 2003/2004    | Вища ліга         | 30  | 7   | 8   | 15  | 25−44     | 29   | 13 із 16   | Віталій Кварцяний                                                      | Василь Сачко (7)                                             |
| 2004/2005    | Вища ліга         | 30  | 11  | 7   | 12  | 35−37     | 40   | 8 із 16    | Віталій Кварцяний                                                      | Василь Сачко (12)                                            |
| 2005/2006    | Вища ліга         | 30  | 9   | 6   | 15  | 31−45     | 33   | 15 із 16   | Віталій Кварцяний                                                      | Василь Сачко (13)                                            |
| 2006/2007    | Перша ліга        | 36  | 13  | 7   | 16  | 40−48     | 46   | 12 із 19   | Віталій Кварцяний                                                      | Майкл Алозі (13)                                             |
| 2007/2008    | Перша ліга        | 38  | 16  | 8   | 14  | 61−55     | 53   | 9 із 20    | Віталій Кварцяний                                                      | Майкл Алозі (15)                                             |
| 2008/2009    | Перша ліга        | 32  | 15  | 5   | 12  | 48−46     | 50   | 5 із 17    | Віталій Кварцяний                                                      | Олександр Пищур (22)                                         |
| 2009/2010    | Перша ліга        | 34  | 22  | 8   | 4   | 71−30     | 74   | 2 із 18    | Віталій Кварцяний                                                      | Майкон (13)                                                  |
| 2010/2011    | Прем'єр-ліга      | 30  | 9   | 7   | 14  | 27−49     | 34   | 11 із 16   | Віталій Кварцяний                                                      | Олександр Пищур (8)                                          |
| 2011/2012    | Прем'єр-ліга      | 30  | 7   | 6   | 17  | 25−43     | 27   | 12 із 16   | Віталій Кварцяний (20), Анатолій Дем'яненко (10)                       | Майкон (14)                                                  |
| 2012/2013    | Прем'єр-ліга      | 30  | 7   | 8   | 15  | 26−45     | 29   | 13 із 16   | Анатолій Дем'яненко (25), Пісковець Анатолій (2) Віталій Кварцяний (3) | Ерік (5)                                                     |
| 2013/2014    | Прем'єр-ліга      | 28  | 7   | 6   | 15  | 24−51     | 27   | 13 із 16   | Віталій Кварцяний                                                      | Ерік (4)                                                     |
| 2014/2015    | Прем'єр-ліга      | 26  | 9   | 7   | 10  | 38−44     | 25   | 9 із 14    | Віталій Кварцяний                                                      | Ерік (17)                                                    |
| 2015/2016    | Прем'єр-ліга      | 26  | 10  | 8   | 8   | 36−36     | 20   | 12 із 14   | Віталій Кварцяний                                                      | Анатолій Діденко і Матей Флорентін (6)                       |
| 2016/2017    | Прем'єр-ліга      | 32  | 4   | 4   | 24  | 17−51     | 7    | 12 із 12   | Віталій Кварцяний                                                      | Сергій Петров (4)                                            |
| 2017/2018    | Перша ліга        | 34  | 11  | 3   | 20  | 31−44     | 36   | 13 із 18   |                                                                        | Владислав Шаповал (8)                                        |
| 2018/2019    | Перша ліга        | 28  | 17  | 7   | 4   | 55−30     | 52   | 3 із 15    | Андрій Тлумак                                                          | Денис Кожанов (16)                                           |
| 2019/2020    | Перша ліга        | 30  | 17  | 6   | 7   | 57−36     | 57   | 5 із 16    | Андрій Тлумак                                                          | Денис Кожанов (18)                                           |
| 2020/2021    | Перша ліга        | 30  | 13  | 7   | 10  | 39−28     | 46   | 7 із 16    | Андрій Тлумак                                                          |                                                              |
| 2021/2022    | Перша ліга        | 19  | 6   | 7   | 6   | 17−20     | 25   | 10 із 16   |                                                                        |                                                              |
| Усього       | 30 сезонів        | 951 | 369 | 186 | 396 | 1145−1257 | 1260 |            |                                                                        |                                                              |

Виступи в лігах (перед початком сезону 2020—2021):
| Ліга         | У  | І   | В   | Н   | П   | РМ        | О    |
| ------------ | -- | --- | --- | --- | --- | --------- | ---- |
| Прем'єр-ліга | 16 | 473 | 140 | 102 | 231 | 468−709   | 522  |
| Перша ліга   | 13 | 460 | 223 | 77  | 160 | 656−527   | 746  |
| Усього       | 29 | 933 | 363 | 179 | 391 | 1124−1236 | 1268 |

- Найбільша перемога: 9:1 («Металург», 29 листопада 2015 року, Луцьк).
- Найбільша поразка: 1:8 («Арсенал» К, 17 липня 2002 року, Київ).

### Кубки України
| Рік       | Етап              | І  | В  | Н | П  | РМ      | О   | Найкращий бомбардир                                                   | Тренер                                         |
| --------- | ----------------- | -- | -- | - | -- | ------- | --- | --------------------------------------------------------------------- | ---------------------------------------------- |
| 1992      | 1/32 фіналу       | 1  | 0  | 0 | 1  | 2−3     | 0   | Володимир Дикий, Ігор Плотко (по 1)                                   | Мирон Маркевич                                 |
| 1992/1993 | 1/4 фіналу        | 6  | 2  | 2 | 2  | 12−12   | 6   | Володимир Дикий, Роман Зуб, Василь Пилипенко (по 2)                   | Роман Покора                                   |
| 1993/1994 | 1/4 фіналу        | 6  | 3  | 0 | 3  | 7−7     | 6   | Бенько, Мозолюк, Богунов, Сарнавський, Дикий, Федюков, Нікітін (по 1) | Роман Покора                                   |
| 1994/1995 | 1/16 фіналу       | 2  | 1  | 0 | 1  | 2−3     | 2   | Сергій Круковець, Володимир Дикий (по 1)                              | Віталій Кварцяний                              |
| 1995/1996 | 1/8 фіналу        | 2  | 1  | 0 | 1  | 2−3     | 2   | Вадим Солодкий, Володимир Мозолюк (по 1)                              | Віталій Кварцяний                              |
| 1996/1997 | 1/8 фіналу        | 3  | 2  | 0 | 1  | 4−3     | 4   | Петро Голубка (3)                                                     | Анатолій Раденко                               |
| 1997/1998 | 1/16 фіналу       | 3  | 1  | 1 | 1  | 1−2     | 3   | Сергій Драницький (1)                                                 | Олексій Єщенко                                 |
| 1998/1999 | 1/16 фіналу       | 6  | 2  | 2 | 2  | 10−9    | 6   | Сергій Драницький (6)                                                 | Юрій Шулятицький                               |
| 1999/2000 | 1/16 фіналу       | 1  | 0  | 0 | 1  | 1−3     | 0   | Сергій Барановський (1)                                               | Олексій Єщенко                                 |
| 2000/2001 | 1/16 фіналу       | 1  | 0  | 0 | 1  | 2−3     | 0   | Петро Матвійчук, Василь Кохановський (по 1)                           | Олексій Єщенко                                 |
| 2001/2002 | 1/8 фіналу        | 6  | 3  | 2 | 1  | 6−6     | 8   | Юрій Дудник (3)                                                       | Віталій Кварцяний                              |
| 2002/2003 | Півфінал          | 7  | 4  | 0 | 3  | 12−10   | 8   | Сачко, Гребеножко, Алієв, Сіанкам (по 2)                              | Віталій Кварцяний                              |
| 2003/2004 | 1/8 фіналу        | 3  | 2  | 0 | 1  | 8−2     | 4   | Василь Сачко (3)                                                      | Віталій Кварцяний                              |
| 2004/2005 | Чвертьфінал       | 5  | 3  | 0 | 2  | 10−7    | 6   | Бранислав Крунич (4)                                                  | Віталій Кварцяний                              |
| 2005/2006 | 1/16 фіналу       | 2  | 1  | 0 | 1  | 5−4     | 2   | Алозі, Сачко, Товкацький, Божич, Митич (по 1)                         | Віталій Кварцяний                              |
| 2006/2007 | 1/16 фіналу       | 2  | 1  | 0 | 1  | 1−3     | 2   | Андрій Степанов (1)                                                   | Віталій Кварцяний                              |
| 2007/2008 | Другий попередній | 1  | 0  | 0 | 1  | 2−4     | 0   | Жадер, Максим Лісовий (по 1)                                          | Віталій Кварцяний                              |
| 2008/2009 | Другий попередній | 1  | 0  | 0 | 1  | 2−4     | 0   | Богдан Карковський, Олег Хромцов (по 1)                               | Віталій Кварцяний                              |
| 2009/2010 | Півфінал          | 5  | 4  | 0 | 1  | 12−7    | 8   | Олександр Пищур (3)                                                   | Віталій Кварцяний                              |
| 2010/2011 | 1/16 фіналу       | 2  | 1  | 0 | 1  | 5-5     | 2   | Майкон (5)                                                            | Віталій Кварцяний                              |
| 2011/2012 | Півфінал          | 4  | 3  | 0 | 1  | 14-7    | 6   | Майкон (3)                                                            | Віталій Кварцяний (2), Анатолій Дем'яненко (2) |
| 2012/2013 | 1/4 фіналу        | 3  | 2  | 0 | 1  | 5-3     | 4   | Овонікоко, Насонов, Павлов, Суботич, Стевич (по 1)                    | Анатолій Дем'яненко                            |
| 2013/2014 | 1/16 фіналу       | 1  | 0  | 0 | 1  | 1-2     | 0   | Шумахер (1)                                                           | Віталій Кварцяний                              |
| 2014/2015 | 1/18 фіналу       | 3  | 2  | 0 | 1  | 2-4     | 6   | Ерік Бікфалві (2)                                                     | Віталій Кварцяний                              |
| 2015/2016 | 1/4 фіналу        | 5  | 3  | 1 | 1  | 10-6    | 10  | Матей, Козьбан, Кобахідзе (2)                                         | Віталій Кварцяний                              |
| 2016/2017 | 1/8 фіналу        | 2  | 1  | 0 | 1  | 3-3     | 3   | Деда, Логінов, Мемешев (1)                                            | Віталій Кварцяний                              |
| 2017/2018 | Другий попередній | 1  | 0  | 0 | 1  | 0-3     | 0   |                                                                       |                                                |
| 2018/2019 | Третій попередній | 2  | 1  | 0 | 1  | 4-4     | 3   | Карпенко, Зінкевич, Климець, Курко (1)                                | Андрій Тлумак                                  |
| 2019/2020 | Третій попередній | 2  | 0  | 1 | 1  | 1-2     | 1   | Пономар (1)                                                           | Андрій Тлумак                                  |
| Всього    | 29 турнірів       | 88 | 43 | 9 | 36 | 146−134 | 138 |                                                                       |                                                |

Найбільша перемога: 7:1 ("Іллічівець ", 21 вересня 2011 року, Луцьк)
Найбільші поразки:
- 1:5 («Динамо» К, 24 березня 1993 року, Київ)
- 0:4 («Динамо» К, 5 березня 2003 року, Луцьк; «Динамо» К, 19 листопада 2004 року, Київ; «Дніпро», 27 жовтня 2014 року, Дніпропетровськ)

### Чемпіонати України серед дублерів
| Рік       | І   | В  | Н  | П   | РМ      | О   | Місце   | Найкращий бомбардир      | Головний тренер                                  |
| --------- | --- | -- | -- | --- | ------- | --- | ------- | ------------------------ | ------------------------------------------------ |
| 2004/2005 | 30  | 11 | 8  | 11  | 45−50   | 41  | 9 з 16  | Майкл Алозі (6)          | Віталій Кварцяний                                |
| 2005/2006 | 30  | 9  | 3  | 18  | 48−79   | 30  | 13 з 16 | Майкл Алозі (16)         | Віталій Кварцяний                                |
| 2010/2011 | 30  | 10 | 3  | 17  | 45−74   | 33  | 13 з 16 | Євген Павлов (11)        | Віталій Кварцяний                                |
| 2011/2012 | 30  | 9  | 8  | 13  | 50−57   | 35  | 11 з 16 | Олексій Бабир (11)       | Віталій Кварцяний (20), Анатолій Дем'яненко (10) |
| 2012/2013 | 30  | 10 | 7  | 13  | 45-44   | 37  | 11 з 16 | Подригуля, Щедрий (по 6) | Анатолій Дем'яненко                              |
| 2013/2014 | 26  | 5  | 6  | 15  | 30-63   | 21  | 14 з 16 |                          | Віталій Кварцяний                                |
| 2014/2015 | 26  | 10 | 2  | 14  | 45-54   | 32  | 10 з 14 | Козьбан, Никитюк (по 4)  | Віталій Кварцяний                                |
| Усього    | 202 | 64 | 37 | 101 | 308−421 | 229 |         |                          |                                                  |

- Найбільша перемога: 6:1 («Чорноморець-Д», 20 травня 2005 року, Овідіополь).
- Найбільша поразка: 2:9 («Динамо-Д», 24 липня 2004 року, Київ; «Дніпро-Д», 21 квітня 2006 року, Новомосковськ).

## Стадіон

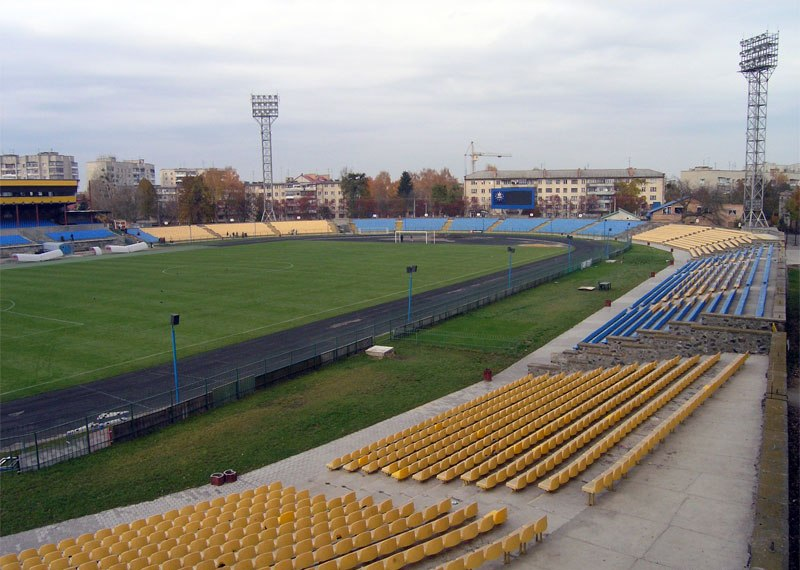
Стадіон «Авангард»

Клуб проводить домашні ігри на стадіоні «Авангард», що розрахований на 12 080 глядачів. Усі місця обладнані індивідуальними пластиковими сидіннями. Стадіон належить місту, 2011 року його віддали в оренду ФК «Волинь» на 49 років. Клуб має стадіон «Підшипник» (на території Луцького підшипникового заводу), де грає молодіжний склад «Волині». Запланована реконструкція обидвох арен — на одній з них залишаться бігові доріжки для легкої атлетики, інша буде суто футбольною. Новий стадіон матиме 15 тисяч глядацьких місць і на вигляд буде подібний до стадіонів «Славутич-Арена» (Запоріжжя) або «Шериф» (Тирасполь). Також «Волинь» планує будівництво кількох тренувальних полів, а в селі Дачному біля Луцька зведуть клубну базу та спортивний комплекс для тренувань з різних видів спорту.

## Уболівальники

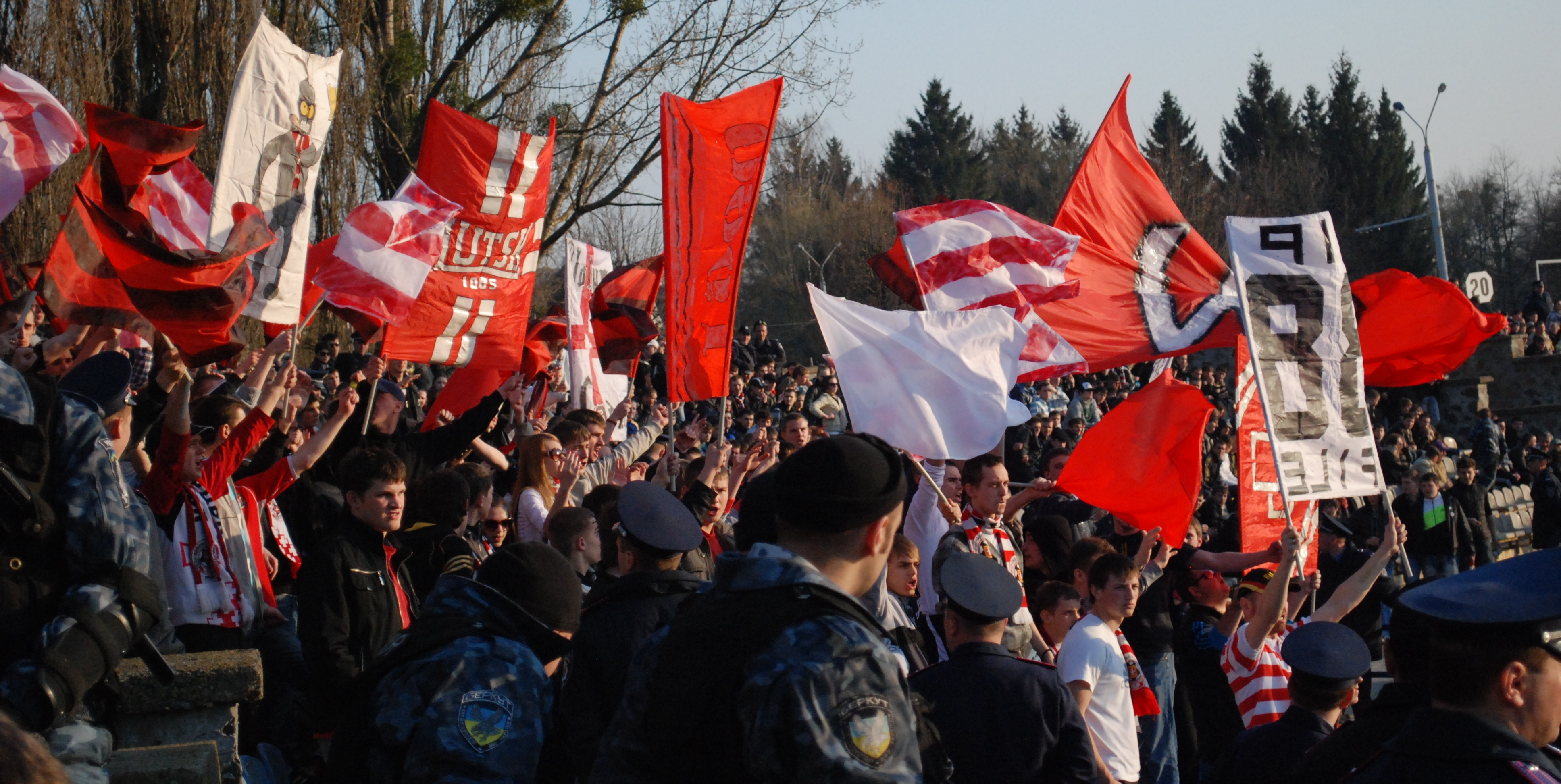
Фан-сектор «Волині»

Найактивніші вболівальники «Волині» збираються на стадіоні «Авангард» на 17-му секторі. Волиняни мають націоналістичні погляди, але не настільки радикальні як, наприклад, фанати «Карпат». Серед угруповань (так званих «фірм»): Volyn Crusaders Firm, Lutsk Supporters Division. Також команду підтримує угруповання «Ковалі» з Ковеля.
Фанати «Волині» традиційно неприязно ставилися до регіональних суперників — фанатів «Вереса» (див. Волинське дербі), «Карпат» (див. Галицько-волинське дербі), а також київських «Оболоні» та «Динамо». З лютого 2014 року діє всеукраїнське фанатське перемир'я.
15 листопада 2020 року матч рівненського «Вересу» проти ФК «Волинь» у Млинові завершився сутичкою фанатів та поліції: правоохоронці побили кийками волинських фанів, які вибігли на футбольне поле.

### Відвідування
Відвідуваність домашніх матчів «Волині», середня кількість глядачів на грі чемпіонату країни впродовж сезону:
- Червоний колір — вища ліга
- Світло-рожевий — перша ліга (1997/98 — 2001/02, 2006/07 — 2009/10)

## Досягнення
- Фіналіст Кубка вищої ліги України 1992 року
- Чемпіон України (друга ліга СРСР, зона УРСР) 1989 року.
- Переможець чемпіонату України в першій лізі 2001—2002 років.
- Срібний призер чемпіонату України в першій лізі 2009—2010 років.
- Бронзовий призер чемпіонату України в першій лізі 2018—2019 років.
- Бронзовий призер чемпіонату України (друга ліга СРСР, зона УРСР) 1975 року.
- Найвище досягнення в чемпіонаті України — 6-те місце у вищій лізі 2002—2003 років.
- Найвище досягнення в Кубку України — 1/2 фіналу у розіграші Кубка України 2002/2003 років, Кубка України 2009/2010 років та Кубка України 2011/2012 років.
- Найбільше матчів за «Волинь» провів Олег Федюков — 563.
- Найкращі бомбардири команди: Андрій Федецький, Володимир Дикий — по 91 м'ячу.
- Рекордсмени команди за сезон: Володимир Дикий — 22 голи у сезоні 1989 року, Олександр Пищур — 22 голи у сезоні 2008—2009 року.

## Статистика
|        | Гравець                    | Усього м'ячів | Чемпіонат СРСР | Чемпіонат СРСР | Кубок СРСР | Чемпіонат України | Чемпіонат України | Кубок України |
| Клас Б | Гравець                    | Усього м'ячів | Друга ліга     | Вища ліга      | Кубок СРСР | Перша ліга        |                   | Кубок України |
| ------ | -------------------------- | ------------- | -------------- | -------------- | ---------- | ----------------- | ----------------- | ------------- |
| 1      | Дикий Володимир            | 93            |                | 64             | 1          | 23                |                   | 5             |
| 2      | Мозолюк Володимир          | 92            |                | 48             |            | 25                | 16                | 3             |
| 3      | Федецький Андрій           | 90            |                | 78             | 1          | 11                |                   |               |
| 4      | Сачко Василь               | 63            |                |                |            | 40                | 17                | 6             |
| 5      | Павло Філонюк              | 60            |                | 59             |            | 1                 |                   |               |
| 6      | Володимир Бердовський      | 54            |                | 54             |            |                   |                   |               |
| 7      | Пищур Олександр            | 52            |                |                |            | 9                 | 40                | 3             |
| 8      | Гащин Володимир            | 41            |                | 3              |            | 16                | 19                | 6             |
| 9      | Майкон Перейра ді Олівейра | 39            |                |                |            | 16                | 13                | 10            |
| 9      | Сергій Драницький          | 39            |                |                |            | 1                 | 32                | 6             |
| 11     | Микола Кльоц               | 37            |                | 37             |            |                   |                   |               |
| 12     | Алозі Майкл Чіді           | 31            |                |                |            | 2                 | 28                | 1             |
| 12     | Юрій Самошкін              | 31            |                | 31             |            |                   |                   |               |
| 14     | Ерік Бікфалві              | 28            |                |                |            | 26                |                   | 2             |
| 15     | Павлов Євген               | 21            |                |                |            | 4                 | 16                | 1             |
| 16     | Іващенко Едуард            | 20            | 19             | 1              |            |                   |                   |               |
| 16     | Слука Микола               | 20            |                | 20             |            |                   |                   |               |
| 16     | Сопронюк Василь            | 20            | 20             |                |            |                   |                   |               |
| 16     | Федюков Олег               | 20            |                | 7              |            | 4                 | 8                 | 1             |
| 16     | Якубович Роман             | 20            | 19             | 1              |            |                   |                   |               |
| 21     | Михайло Бурч               | 18            |                | 12             |            | 5                 | 1                 |               |
| 21     | Кінаш Ярослав              | 18            |                |                |            | 1                 | 16                | 1             |
| 23     | Олег Панченко              | 17            |                |                |            |                   | 17                |               |
| 23     | Юрій Петров                | 16            | 16             |                |            |                   |                   |               |
| 25     | Леськів Василь             | 16            |                | 15             | 1          |                   |                   |               |
| 25     | Попов Анатолій             | 16            | 16             |                |            |                   |                   |               |
| 27     | Алієв Самір                | 15            |                |                |            | 11                |                   | 4             |
| 27     | Круковець Сергій           | 15            |                |                |            | 13                |                   | 2             |
| 27     | Кулішевич Олександр        | 15            |                | 15             |            |                   |                   |               |

* Гравець досі виступає за клуб.
|        | Гравець               | Усього ігор | Чемпіонат СРСР | Чемпіонат СРСР | Кубок СРСР | Чемпіонат України | Чемпіонат України | Кубок України |
| Клас Б | Гравець               | Усього ігор | Друга ліга     | Вища ліга      | Кубок СРСР | Перша ліга        |                   | Кубок України |
| ------ | --------------------- | ----------- | -------------- | -------------- | ---------- | ----------------- | ----------------- | ------------- |
| 1      | Федюков Олег          | 563         |                | 165            | 1          | 152               | 210               | 35            |
| 2      | Федецький Андрій      | 539         |                | 421            | 5          | 101               |                   | 12            |
| 3      | Мозолюк Володимир     | 502         |                | 270            |            | 102               | 111               | 19            |
| 4      | Михайло Бурч          | 456         |                | 399            | 4          | 28                | 22                | 3             |
| 5      | Іван Польний          | 341         |                | 286            | 5          | 43                |                   | 7             |
| 6      | Володимир Бердовський | 324         |                | 322            | 2          |                   |                   |               |
| 7      | Павло Філонюк         | 323         |                | 309            | 4          | 9                 |                   | 1             |
| 8      | Антонюк Володимир     | 321         |                | 252            | 5          | 48                |                   | 7             |
| 9      | Дикий Володимир       | 300         |                | 165            | 1          | 119               |                   | 15            |
| 10     | Ігор Польний          | 284         |                | 284            |            |                   |                   |               |
| 11     | Микола Кльоц          | 279         |                | 279            |            |                   |                   |               |
| 12     | Юрій Кондрашин        | 258         |                | 258            |            |                   |                   |               |
| 13     | Юрій Самошкін         | 257         |                | 257            |            |                   |                   |               |
| 14     | Дорошенко Юрій        | 252         | 240            | 10             | 2          |                   |                   |               |
| 14     | Фролов Олександр      | 252         |                | 252            |            |                   |                   |               |
| 16     | Гащин Володимир       | 248         |                | 32             |            | 123               | 67                | 26            |
| 17     | Сергій Богунов        | 242         |                | 41             |            | 114               | 68                | 19            |
| 18     | Альберт Мікоян        | 229         | 189            | 40             |            |                   |                   |               |
| 19     | Слука Микола          | 226         |                | 207            | 4          | 14                |                   | 1             |
| 20     | Олександр Долиняк     | 217         |                | 217            |            |                   |                   |               |
| 21     | Поліщук Анатолій      | 204         |                | 156            | 3          | 40                |                   | 5             |
| 22     | Дмитерко Борис        | 188         | 183            |                | 5          |                   |                   |               |
| 23     | Іващенко Едуард       | 186         | 140            | 45             | 1          |                   |                   |               |
| 24     | Комзюк Ярослав        | 175         |                |                |            | 30                | 127               | 18            |
| 25     | Коротаєв Андрій       | 174         |                | 165            | 1          | 6                 |                   | 2             |
| 26     | Сачко Василь          | 171         |                |                |            | 114               | 34                | 23            |
| 27     | Шухман Геннадій       | 157         |                | 152            |            | 4                 |                   | 1             |
| 28     | Любомир Вовчук        | 154         |                | 37             |            | 103               |                   | 14            |
| 28     | Драницький Сергій     | 154         |                |                |            | 10                | 132               | 12            |

## Колишні назви
- «Волинь» (1960–1967)
- «Торпедо» (1968–1988)
- «Волинь» (1989–2001)
- СК «Волинь-1» (2001–2002)
- «Волинь» (22 липня 2002—…)

## Визначні гравці
У Луцьку грали такі відомі гравці як:
| - Юрій Басалик - Анатолій Азаренков - Семен Альтман - Мирон Маркевич - Віталій Кварцяний - Олексій Єщенко - Олег Лужний - Раймонд Лайзанс - / Володимир Дикий - / Андрій Федецький - / Олег Федюков - Анатолій Тимощук - Олександр Голоколосов - Михайло Бурч - Сергій Драницький - Юрій Дудник - Марко Девич - Богдан Бутко - Василь Сачко | - Ернест Емако Сіанкам - Северин Ганцарчик - Євген Хачеріді - Роман Максимюк - Майкл Алозі - Папа Гує - Ісса Ндоє - Олександр Пищур - Андрій Сірий - Андрій Власко - Роман Рурич - Тааві Ряхн - Володимир Мозолюк - Майкон Перейра ді Олівейра - Ерік Бікфалві - Майкл Бабатунде - Богдан Шуст - Бамба Ассману Дрісса |

## Колишні головні тренери
| - Борис Нємєц (1960) - Микола Гаврилюк (1960) - Євген Горбунов (1961) - Володимир Єремеєв (1962-64) - Дмитро Алимов (1965) - Юрій Головей (1965-68) - Борис Волощук (1968-69) - Юрій Аванесов (1970-71) | - Михайло Рибак (1972-73) - Ернест Кеслер (1974-76) - Володимир Байсарович (1977-78) - Євген Пєстов (1979) - В'ячеслав Першин (1980-83) - Мирон Маркевич (1984-87) - Віталій Кварцяний (1988-91) - Мирон Маркевич (1992) | - Роман Покора (1992-94) - Леонід Бакай (1994) - Віталій Кварцяний (1994-96) - Олексій Єщенко (1996) - Юрій Дячук-Ставицький (1996) - Анатолій Раденко (1996-97) - Олексій Єщенко (1997) - Юрій Шулятицький (1998-99) | - Олексій Єщенко (1999-00) - Віталій Кварцяний (2001-03) - Степан Павлов (2003) - Віталій Кварцяний (2003-11) - Анатолій Дем'яненко (2012-13) - Анатолий Пісковець (2013) - Віталій Кварцяний (2013-2017) |

## Емблеми

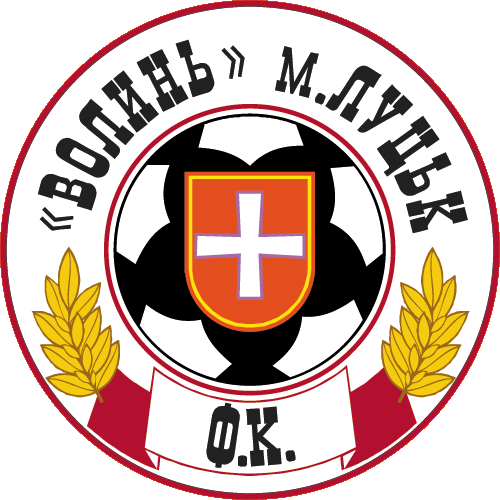
Сучасна емблема
Емблема в 2001—2002 роках
Колишня емблема
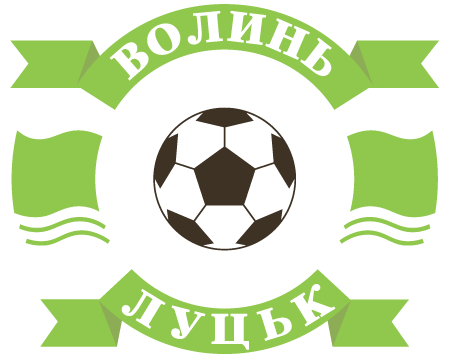
Колишня емблема